# أستويك (بيدفوردشير)
أستويك (بالإنجليزية: Astwick)‏ هي قرية وأبرشية مدنية تقع في المملكة المتحدة في إنجلترا.